# Álvaro Pombo

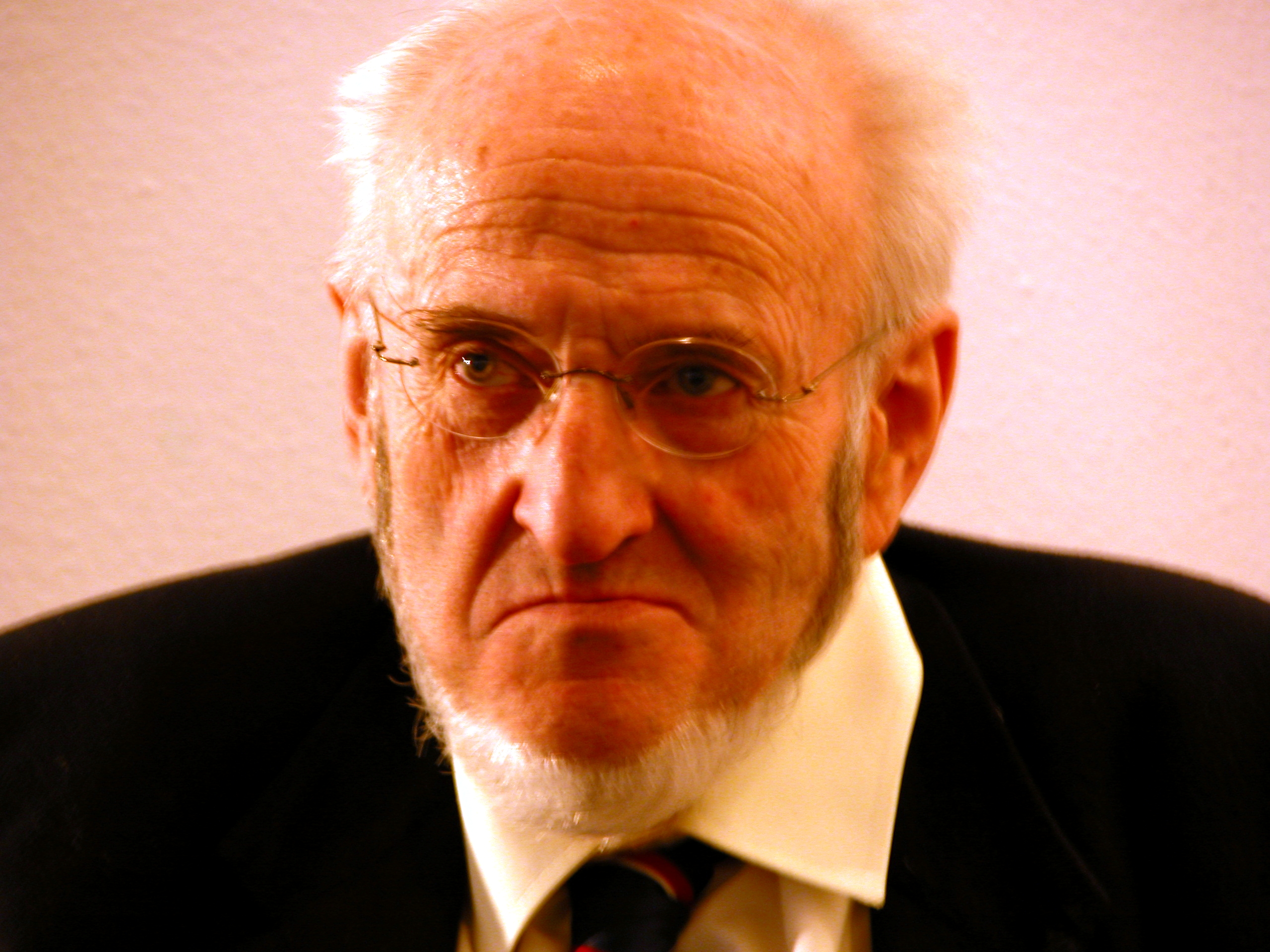

Álvaro Pombo García de los Ríos (sinh ngày 23 tháng 6 năm 1939) là một nhà thơ, tiểu thuyết gia và nhà hoạt động người Tây Ban Nha.
Sinh ra ở Santander, Cantabria, ông học tại Đại học Complutense Madrid và nhận bằng Cử nhân triết học tại Birkbeck, Đại học London, nơi ông sống từ năm 1966 đến 1977. Cuốn sách đầu tiên của ông, Protocolos, được xuất bản năm 1973, và bốn năm sau, ông đã giành được giải thưởng El Bardo cho tác phẩm Variaciones năm 1977 của mình. Trở về Tây Ban Nha năm đó, ông đã xuất bản một tập truyện ngắn, Relatos sobre la falta de sustancia, nhiều trong số đó có các nhân vật và chủ đề đồng tính luyến ái.
Pombo được bầu vào ghế j của Real Academia Española vào ngày 19 tháng 12 năm 2002, ông đã ngồi vào ngày 20 tháng 6 năm 2004.

## Giải thưởng và phần thưởng
- Vào tháng 10 năm 2006, Pombo đã được trao giải thưởng văn học Premio Planeta cho cuốn tiểu thuyết La fortuna de Matilda Turpin.
- Năm 2012, ông được trao giải Premio Nadal cho tiểu thuyết El temblor del héroe.

## Sách
Tiểu thuyết
- El héroe de las mansardas de Mansard (1983)
- El hijo adoptivo (1986)
- Los delitos insignificantes (1986)
- El parecido (1988)
- El metro de platino iridiado (1990)
- Aparición del eterno femenino contada por S. M. el Rey (1993)
- Telepena de Cecilia Cecilia Villalobo (1995)
- Vida de san Francisco de Asís (1996)
- Donde las mujeres (1996)
- La cuadratura del círculo (1999)
- El cielo raso (2001)
- Una ventana al norte (2004)
- Contra natura (2005)
- La fortuna de Matilda Turpin (2006)
- Virginia o el interior del mundo (2009)
- La previa muerte del lugarteniente Aloof (2009)
- El temblor del héroe (2012)

Truyện ngắn
- Relatos sobre la falta de sustancia (1977)
- Cuentos reciclados (1997)

Thơ
- Protocolos (1973)
- Variaciones (1977)
- Hacia una constitución poética del año en curso (1980)
- Protocolos para la rehabilitación del firmamento (1992)
- Protocolos, 1973-2003 (2004)
- Los enunciados protocolarios (2009)

Tiểu luận
- Alrededores (2002)